# Nederlands-Indische kentekens
Kentekens Nederlands-Indië betreft de kentekenplaten die op (vracht)auto's en motoren in het voormalig Nederlands-Indië werden gevoerd. Aan de kentekenplaat kon men zien uit welke gebied het voertuig afkomstig was. Het is de basis voor het huidige kentekensysteem van Indonesië.

## Periode 1900-1917: het Reglement op het gebruik van automobielen

### Regelgeving voor auto's
Op 1 januari 1900 werd in Nederlands-Indië regelgeving ingevoerd voor het gebruik van auto’s. Deze regelgeving heette voluit het “Algemeen Reglement op het gebruik van niet op spoorstaven loopende, door mechanische beweegkracht voortbewogen voertuigen (automobielen) op de openbare wegen in Nederlandsch-Indië”. De verkorte titel was het “Reglement op het gebruik van automobielen”. Volgens artikel 1 van reglement mocht een auto alleen op de openbare weg rijden als voor dit voertuig een vergunning was afgegeven.
In de bijbehorende “Voorschriften tot uitvoering van het Algemeen Reglement op het gebruik van niet op spoorstaven loopende, door mechanische beweegkracht voortbewogen voertuigen (automobielen) op de openbare wegen in Nederlandsch-Indië” werd vastgelegd:
- onder welke voorwaarden een vergunningen kon worden verstrekt;
- welke autoriteit de vergunning mocht verstrekken.

### Kentekenplaat
De gewesten werden aangewezen als de overheidsinstanties die de vergunningen moesten uitgeven. De vergunning kon worden aangevraagd in het gewest waar de auto zich normaal gesproken bevond. Op ieder voertuig moest een kentekenplaat (“merkplaat”) aanwezig zijn die op zo’n manier was aangebracht dat deze “ook na ingevallen duisternis, in het voorbijgaan goed zichtbaar is”.
Op de kentekenplaat moest het volgende te zien zijn:
- de naam van het gewest dat de vergunning had verleend, en
- het volgnummer van de vergunning.

De minimale afmeting van de de gebruikte cijfers en letters was ten minste 8 cm hoog en 4 cm breed. De enige andere eis die aan de karakters werd gesteld was “dat zij op eenigen afstand gemakkelijk zijn te lezen.”. Er werd dus niets gezegd over:
- het materiaal waaruit de kentekenplaat moest bestaan;
- de manier waarop de cijfers en letters zichtbaar moesten worden gemaakt (verf, perforatie, gestanst, etc);
- het gebruik van kleuren;
- het toe te passen lettertype;
- de positie van de naam van het gewest ten opzichte van het volgnummer op de plaat (boven elkaar, achter elkaar, etc);
- het aantal kentekenplaten dat men moest monteren;
- de plek waar de kentekenplaten op de auto moesten worden gemonteerd (voorkant, achterkant, zijkant).

Het “Reglement op het gebruik van automobielen” werd op 1 oktober 1917 vervangen door het “Motorreglement”. Dit betekende een nieuw systeem van kentekenplaten. De oude platen bleven geldig tot en met 1 januari 1918.

## Periode 1917-1949: het Motorreglement

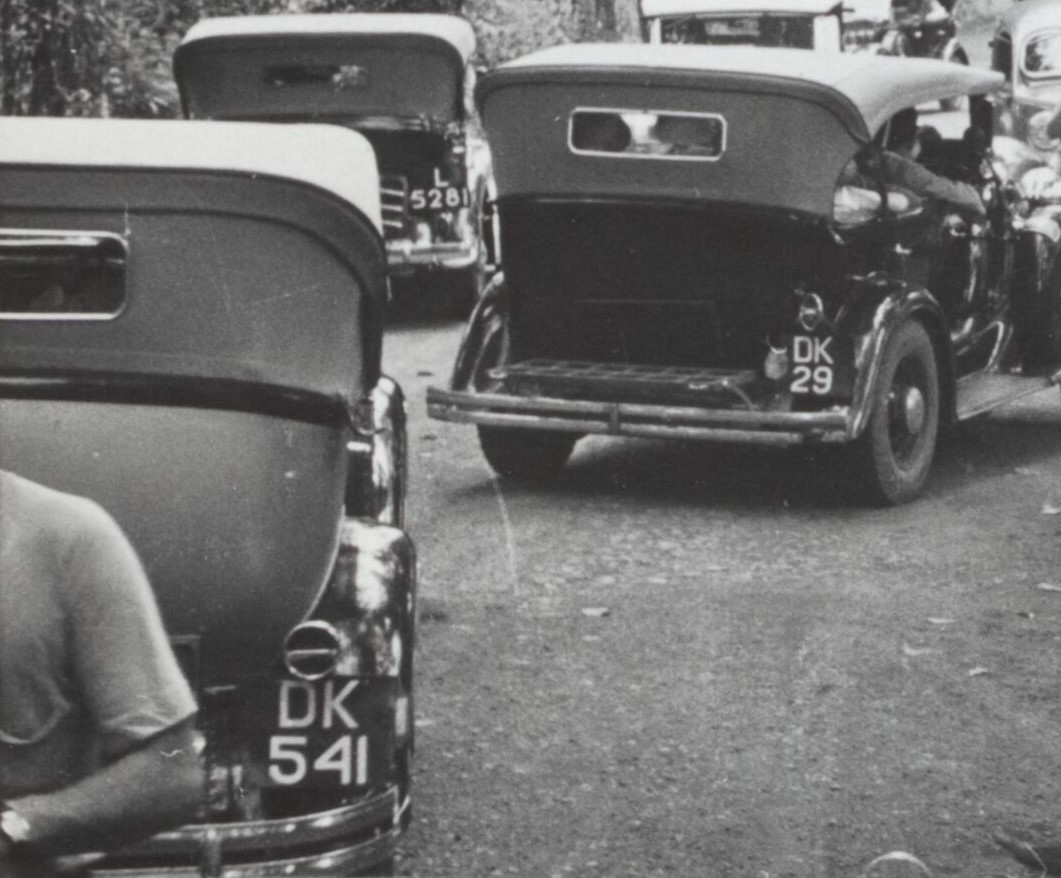
Auto's met Nederlands-Indische kentekenplaten op het eiland Bali in 1940. De lettercombinatie DK staat voor de residentie Bali en Lombok. Op de achtergrond is een plaat met de letter L te zien. Dit staat voor de residentie Soerabaja.

Met de invoering van het motorreglement op 1 oktober 1917 kwam er een volledig nieuw kentekensysteem in Nederlands-Indië. Het lijkt veel op het provinciale kenteken wat op dat moment in Nederland in gebruik was. Voor kentekenplaten kwamen duidelijke voorschriften over:
- het uiterlijk van de kentekenplaat;
- de positie van de kentekenplaat op het voertuig;
- het aantal platen dat op een voertuig moest worden gemonteerd.

De uitgifte van kentekenbewijzen (“nummerbewijzen”) werd de taak van de gewesten. Het kenteken bestond uit 1 à 2 letters en 1 of meerdere cijfers. Aan de letter(s) was af te leiden welke lokale overheid het kenteken had uitgegeven.
Voor organisaties zoals garagebedrijven en autohandelaren werd het proefritkenteken ingevoerd: het “proefritbewijs”. Dit is vergelijkbaar met het huidige “handelaarskenteken” in Nederland.
Het kentekensysteem van 1917 is na de onafhankelijkheid in gebruik gebleven. Het is de basis van het huidige kentekensysteem van Indonesië.

### Regelgeving kentekenplaat

#### Letters en cijfers
De kentekenplaat moest het kenteken tonen dat in het nummerbewijs stond van het voertuig. Iedere kentekencombinatie bestond uit 1 à 2 letters 1 of meerdere cijfers. Er waren twee layouts van de plaat toegestaan:
1. letter(s) boven de cijfers, waarbij de letter(s) in het midden boven de cijfers moest staan
2. letter(s) voor de cijfers, waarbij er een verbindingsstreepje moest staan tussen de letter(s) en de cijfers.

Er gold een minimale afstand tussen de rand van de kentekenplaat en de letters en cijfers:
- boven- en onderzijde: 10 mm
- zijkanten: 15 mm

De minimale maatvoering van de letters en cijfers was:
- hoogte: 90 mm
- breedte (behalve van cijfer 1): 65 mm
- dikte overal (met uitzondering van geringe afschuiving aan uiteinden): 15 mm
- lengte van de horizontale streep: 15 mm
- dikte van de horizontale streep: 15 mm
- ruimte tussen de tekens: 15 mm

Bij het toepassen van grotere maatvoering moesten alle andere maten evenredig worden vergroot.
De genoemde minimale maten konden worden gehalveerd voor kentekenplaten op motorfietsen.

#### Materiaal, vorm en positie
De kentekenplaat was van metaal en had een rechthoekige vorm. De montage van fysieke kentekenplaten was niet verplicht. Als alternatief kon men kiezen om de kentekenplaat met verf aan te brengen op de carrosserie.
Zowel de voorzijde als de achterzijde van het voertuig moest voorzien zijn van een kentekenplaat.

#### Reguliere kentekenplaat
De gewone kentekenplaten waren zwart met witte letters en cijfers. Het zwarte vlak mocht alleen de genoemde letters en cijfers van het nummerbewijs tonen.

#### Proefritkenteken
De kentekenplaat die hoorde bij het proefritbewijs zag er qua uiterlijk en letter-cijfercombinatie net zo uit als een reguliere kentekenplaat. Alleen in de periode 1933-1936 was een afwijkende kentekenplaat in gebruik. Deze was wit met rode letters en cijfers. In 1956 heeft de Indonesische overheid dit type kentekenplaat weer in gebruik genomen.

#### Internationaal kenteken en de landcode "IN"
Een inwoner van Nederlands-Indië die met zijn of haar voertuig buiten Nederlands-Indië wilde rijden liep tegen twee juridische problemen aan. Ten eerste verloor het kenteken volgens het motorreglement van 1917 zijn geldigheid zodra het buiten Nederlands-Indië werd gebruikt. Het tweede probleem was dat het kenteken zijn geldigheid verloor als het voertuig meer dan twee maanden buiten het bestuurlijke gebied werd gebruikt dan waar het was geregistreerd.
Ook als je buiten Nederlands-Indië een auto wilde kopen en daar mee wilde rijden voordat je terug was in Nederlands-Indië had je een probleem: het voertuig kon pas een kenteken krijgen zodra het in Nederlands-Indië was.
In praktijk werden deze regels niet nageleefd of er werd omheen gewerkt. Zo werd er toch met een regulier kenteken in het buitenland gereden terwijl dat volgens de regelgeving niet mocht. Kopers van een voertuig in het buitenland monteerde op hun nieuwe aanwinst een oud kenteken dat nog op hun naam stond of kregen een kenteken in bruikleen van de Java Motor Club.
Om aan deze praktijken een einde te maken is op 1 september 1933 het internationaal kenteken ingevoerd in Nederlands-Indië. Dit kwam voort uit het internationaal verdrag betreffende het verkeer met motorvoertuigen dat op 24 april 1926 in Parijs is gesloten. De Koninklijke Nederlandsch Indische Motor Club (K.N.I.M.C.) in Semarang werd aangewezen als de partij waar het internationale kenteken kon worden aangevraagd. Ook gaven zij deze kentekens uit en moesten ze een registratie hiervan bijhouden.
Als kentekencombinatie werd de letter X gebruikt gevolgd door een nummer. Voor de kentekenplaten golden verder dezelfde eisen als voor de reguliere platen.
Achterop de auto moest ook de landcode (het onderscheidingsteeken) worden aangebracht zoals dit in het verdrag van Parijs was afgesproken: een wit, ei-vormig veld met daarop in het zwart de hoofdletters IN voor Indes néerlandaises. Deze plaat was 30 cm breed en 18 cm hoog, met letters van ten minste 10 cm hoog en een streepdikte van 15 mm. Op een motorfiets mocht een kleinere plaat worden gemonteerd van 18 cm breed, 12 cm hoog met letters van van 8 cm hoog met een streepdikte van 10 mm.

#### Militaire Kentekenplaat
Op 16 september 1933 werd de kentekenplaat voor militaire voertuigen ingevoerd. De kentekencombinatie was hetzelfde als die van reguliere platen. Dus met een letter (of letters) die aangaf in welk gebied het voertuig was geregistreerd en een volgnummer. De basis voor de plaat was ook hetzelfde: een zwart vlak met witte letter(s) en cijfers. Voor het uiterlijk golden de volgende aanvullende eisen:
- alleen de layout met de letter(s) gecentreerd boven de cijfers was toegestaan
- links en rechts van de letter(s) de afbeelding van de Nederlandse vlag met daarop onder elkaar de letters D, V en O (“Departement van Oorlog”).

#### Kentekenplaten van de Staat Oost-Indonesië (N.I.T.)
Het Nederlands-Indische gouvernement De Groote Oost werd opgeheven op 23 december 1946. Daarvoor in de plaats werd de Staat Oost-Indonesië opgericht. De nieuwe staat bestond uit het gebied van het opgeheven gouvernement zonder de residentie Nieuw-Guinea.
Voor de Staat Oost-Indonesië is een afwijkende kentekenplaat vastgesteld. Met een horizontale witte streep werd de plaat in twee helften verdeeld. In de bovenste helft kwam “N.I.T.” te staan. Dit is de afkorting voor de Staat Oost-Indonesië in het Maleis: “Negara Indonesia Timur”. De onderste helft van de plaat werd met een verticale witte streep opgedeeld. In de linker helft stonden de letters van het gebied (de “daerah”) waar het voertuig was geregistreerd. In het rechter vlak kwam het volgnummer.
Het kentekensysteem bleef hetzelfde als in de rest van Nederlands-Indië.

### Overzicht letters
De letter (of letters) op de kentekenplaat staat voor de bestuurlijke eenheid die het kentekenbewijs (nummerbewijs) heeft uitgegeven. Het onderstaande overzicht is afgeleid uit de documentatie van de toenmalige regelgeving.
In de periode 1917-1949 is de gebiedsindeling meerdere keren veranderd. Bestuursgebieden zijn opgesplitst, afgesplitst, samengevoegd en grenzen zijn verlegd. De belangrijkste wijzigingen zijn genoemd in de kolom met opmerkingen. Het is mogelijk dat een wijziging in de gebiedsindeling er pas later toe leidde dat een andere bestuurlijke eenheid de kentekenbewijzen uit ging geven.
Alle weergegeven letters zijn ingevoerd op 1 oktober 1917, tenzij anders aangegeven.

| letter | in gebruik  | in gebruik  | gewest                                           | bron                |
| letter | van         | tot         | gewest                                           | bron                |
| ------ | ----------- | ----------- | ------------------------------------------------ | ------------------- |
| A      |             |             | residentie Bantam                                |                     |
| AA     |             |             | residentie Kedoe                                 |                     |
| AB     |             | 1 jul 1928  | residentie Djokjakarta                           |                     |
| AB     | 1 jul 1928  |             | gouvernement Jogjakarta                          | [ 17 ]              |
| AD     |             | 1 jul 1928  | residentie Soerakarta                            |                     |
| AD     | 1 jul 1928  |             | gouvernement Soerakarta                          | [ 18 ]              |
| AE     |             |             | residentie Madioen                               |                     |
| AG     |             |             | residentie Kediri                                |                     |
| B      |             | 5 mei 1949  | residentie Batavia                               |                     |
| B      | 5 mei 1949  |             | residentie Batavia en Ommelanden                 | [ 19 ]              |
| BA     |             |             | residentie Sumatra's Westkust                    |                     |
| BB     |             |             | residentie Tapanoeli                             |                     |
| BD     |             |             | residentie Benkoelen                             |                     |
| BE     |             |             | residentie Lampongse Districten                  |                     |
| BG     |             |             | residentie Palembang                             |                     |
| BH     |             |             | residentie Djambi                                |                     |
| BK     |             | 26 aug 1949 | gouvernement Oostkust van Sumatra                |                     |
| BK     | 26 aug 1949 |             | residentie Oostkust van Sumatra                  | [ 16 ]              |
| BL     |             |             | gouvernement Atjeh en Onderhoorigheden           |                     |
| BM     |             | 26 aug 1949 | residentie Riouw en Onderhoorigheden             |                     |
| BM     | 26 aug 1949 |             | residentie Riouw                                 | [ 16 ]              |
| BN     |             | 26 aug 1949 | residentie Bangka en Onderhoorigheden            |                     |
| BN     | 26 aug 1949 |             | residentie Bangka en Billiton                    | [ 16 ]              |
| BP     |             | 1 mrt 1933  | assistent-residentie Billiton                    |                     |
| BR     |             | 9 jan 1948  | residentie Westerafdeeling van Borneo            |                     |
| D      |             | 27 jun 1932 | residentie Preanger Regentschappen               |                     |
| D      | 27 jun 1932 |             | residentie Priangan                              | [ 15 ]              |
| DA     |             | 26 aug 1949 | residentie Zuider- en Oosterafdeeling van Borneo |                     |
| DA     | 26 aug 1949 |             | residentie Zuid-Borneo                           | [ 16 ]              |
| DB     |             | 4 aug 1947  | residentie Manado                                |                     |
| DB     | 4 aug 1947  |             | daerah Minahasa (N.I.T.)                         | [ 13 ]              |
| DD     |             | 4 aug 1947  | gouvernement Celebes en Onderhoorigheden         |                     |
| DD     | 4 aug 1947  |             | daerah Zuid-Celebes (N.I.T.)                     | [ 13 ]              |
| DE     |             | 4 aug 1947  | residentie Amboina                               |                     |
| DE     | 4 aug 1947  |             | daerah Zuid-Molukken (N.I.T.)                    | [ 13 ]              |
| DG     |             | 4 aug 1947  | residentie Ternate                               |                     |
| DG     | 4 aug 1947  |             | daerah Noord-Molukken (N.I.T.)                   | [ 13 ]              |
| DH     |             | 4 aug 1947  | residentie Timor en Onderhoorigheden             |                     |
| DH     | 4 aug 1947  |             | daerah Timor en eilanden (N.I.T.)                | [ 13 ]              |
| DK     |             | 4 aug 1947  | residentie Bali en Lombok                        |                     |
| DK     | 4 aug 1947  |             | daerah Bali (N.I.T.)                             | [ 13 ]              |
| DL     | 4 aug 1947  |             | daerah Sangihe- en Talaudeilanden (N.I.T.)       | [ 13 ]              |
| DM     | 4 aug 1947  |             | daerah Noord-Celebes (N.I.T.)                    | [ 13 ]              |
| DN     | 4 aug 1947  |             | daerah Midden-Celebes (N.I.T.)                   | [ 13 ]              |
| DR     | 4 aug 1947  |             | daerah Lombok (N.I.T.)                           | [ 13 ]              |
| E      |             |             | residentie Cheribon                              |                     |
| EA     | 4 aug 1947  |             | daerah Soembawa (N.I.T.)                         | [ 13 ]              |
| EB     | 4 aug 1947  |             | daerah Flores (N.I.T.)                           | [ 13 ]              |
| ED     | 4 aug 1947  |             | daerah Soemba (N.I.T.)                           | [ 13 ]              |
| F      | 27 jun 1932 |             | residentie Buitenzorg                            | [ 15 ]              |
| G      |             |             | residentie Pekalongan                            |                     |
| H      |             |             | residentie Semarang                              |                     |
| K      |             | 31 jan 1928 | residentie Rembang                               | [ 20 ]              |
| K      | 27 jun 1932 |             | residentie Japara-Rembang                        | [ 15 ]              |
| KB     | 9 jan 1948  |             | daerah istimewa Kalimantan Barat                 | [ 21 ]              |
| KT     | 26 aug 1949 |             | residentie Oost-Borneo                           | [ 16 ]              |
| L      |             |             | residentie Soerabaja                             |                     |
| M      |             |             | residentie Madoera                               |                     |
| N      |             | 27 jun 1932 | residentie Pasoeroean                            |                     |
| N      | 27 jun 1932 |             | residentie Malang                                | [ 15 ]              |
| P      |             |             | residentie Besoeki                               |                     |
| R      |             |             | residentie Banjoemas                             |                     |
| S      | 27 jun 1932 |             | residentie Bodjonegoro                           | [ 15 ]              |
| T      | 5 mei 1949  |             | residentie Krawang                               | [ 19 ]              |
| X      | 1 sep 1933  |             | internationaal kenteken                          | [ 10 ]              |
| Z      | 27 jun 1932 | 1 sep 1933  | residentie Probolinggo                           | [ 15 ] [ 6 ] [ 22 ] |